# Nepalese boomkruiper
De Nepalese boomkruiper (Certhia nipalensis) is een zangvogel uit de familie van echte boomkruipers (Certhiidae).

## Verspreiding en leefgebied
Deze soort komt voor in Bhutan, China, India, Myanmar en Nepal.